# Keep the Faith: An Evening with Bon Jovi
 (mai 2018).
 (mai 2018).
Albums de Bon Jovi
Access All Areas: A Rock & Roll Odyssey
(1990) Keep the Faith: The Videos
(1994)
Keep the Faith: An Evening with Bon Jovi est un concert en direct qui a été diffusé sur MTV à la fin de l'année 1992 avant la sortie du prochain album du groupe, Keep the Faith. Cette performance présente Bon Jovi dans une expérience intime[Interprétation personnelle ?][réf. nécessaire], « in the round »[pas clair], interprétant à la guitare acoustique ou électrique des morceaux connus (morceaux de Bon Jovi et de non-Bon Jovi), des nouveaux titres de leur prochain disque et aussi des images de coulisses. Le spectacle a eu lieu aux Studios Astoria de Kaufman dans le Queens, à New York en 1992, et a été commercialisé en 1993.

## Liste des titres[1]
1. With a Little Help from My Friends (Lennon/McCartney)
2. Love for Sale (Bon Jovi/Sambora)
3. Lay Your Hands on Me (Bon Jovi/Sambora)
4. Blaze of Glory (Bon Jovi)
5. Little Bit of Soul (Bon Jovi/Sambora/Desmond Child)
6. Brother Louie (Brown/Wilson)
7. Bed of Roses (Bon Jovi)
8. Livin' on a Prayer (Bon Jovi/Sambora/Child)
9. Fever (Davenport/Eddie Cooley)
10. We Gotta Get out of This Place (Barry Mann/Cynthia Weil)
11. It's My Life (Roger Atkins, Carl D'Errico)
12. Wanted Dead or Alive (Bon Jovi/Sambora)
13. I'll Sleep When I'm Dead (Bon Jovi/Sambora/Child)
14. Bad Medicine (Bon Jovi/Sambora.Child)
15. Keep the Faith (Bon Jovi/Sambora/Child)

## Personnel
- Jon Bon Jovi (chant, guitare, piano, percussion)
- Richie Sambora (guitare, chœurs)
- David Bryan (claviers, piano, chœurs)
- Alec John Such (basse, contrebasse, chœurs)
- Tico Torres (batterie, percussion, chœurs sur Love for Sale)

## Autour de la prestation
- La chanson It's My Life jouée lors de ce concert est une reprise d'une chanson de The Animals, pas la chanson de Bon Jovi du même nom, car elle n'a pas été écrite avant 2000.
- La chanson Baby What You Want Me to Do, également jouée lors de ce concert, est une reprise de la chanson à succès de Jimmy Reed .On retrouve cette chanson dans la version télévisée de « An Evening with Bon Jovi » diffusée sur MTV, bien que la chanson Brother Louie, une reprise de la chanson à succès de Hot Chocolate, soit absente de l'émission de MTV.
- En fait c'est un mélange de deux spectacles: du 24 octobre au 25 octobre. Plus de chansons qui ont été jouées qui ont été coupées: You Give Love a Bad Name, I'll Be There for You, Blood on Blood, Fields of Fire, Heartbreak Hotel et Good Lovin.